# فرودگاه سسندرا
فرودگاه سسندرا (به انگلیسی: Sassandra Airport) یک فرودگاه با کد یاتا ZSS است . این فرودگاه در شهر ساساندرا کشور ساحل عاج قرار دارد .